# Thilachium panduriforme
Thilachium panduriforme là một loài thực vật có hoa trong họ Capparaceae. Loài này được (Lam.) Juss. miêu tả khoa học đầu tiên năm 1808.